# NGC 4723
NGC 4723 est une petite galaxie spirale (barrée, intermédiaire ?) de type magellanique située dans la constellation du Corbeau. Sa vitesse par rapport au fond diffus cosmologique est de 1 643 ± 24 km/s, ce qui correspond à une distance de Hubble de 24,2 ± 1,7 Mpc (∼78,9 millions d'al). NGC 4723 a été découverte par l'astronome allemand Wilhelm Tempel en 1882.
La classe de luminosité de NGC 4723 est V et elle présente une large raie HI.
En raison d'une brillance de surface égale à 14,22 mag/am2, on peut qualifier NGC 4723 de galaxie à faible brillance de surface (LSB en anglais pour low surface brightness). Les galaxies LSB sont des galaxies diffuses (D) avec une brillance de surface inférieure de moins d'une magnitude à celle du ciel nocturne ambiant.
À ce jour, deux mesures non basées sur le décalage vers le rouge (redshift) donnent une distance de 16,250 ± 1,344 Mpc (∼53 millions d'al), ce qui est à l'extérieur des valeurs de la distance de Hubble. Puisque cette galaxie est relativement rapprochée du Groupe local, cette distance est peut-être plus près de sa distance réelle que la distance de Hubble. Notons que c'est avec la valeur moyenne des mesures indépendantes, lorsqu'elles existent, que la base de données NASA/IPAC calcule le diamètre d'une galaxie.